# فرانسیسکو آلوز دوس سانتوس
فرانسیسکو آلوز دوس سانتوس (به پرتغالی: Francisco Alves dos Santos) مدافع اهل برزیل است که در شهر Marabá و در تاریخ ۱۱ ژوئیهٔ ۱۹۸۱ به دنیا آمده‌است.
فرانسیسکو آلوز دوس سانتوس در تیم‌های فوتبال Remo سابقهٔ حضور دارد.